# النويبية (طور الباحة)

تعديل مصدري - تعديل

النويبيـة هي إحدى قرى عزلة طور الباحة بمديرية طور الباحة التابعة لمحافظة لحج، بلغ تعداد سكانها 128 نسمة حسب تعداد اليمن لعام 2004.